# Catriona Matthew

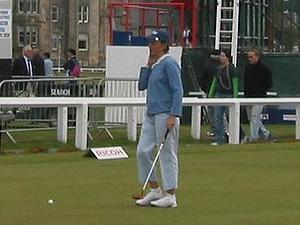
Op St Andrews, 2008

Catriona Isobel Matthew - Lambert (Edinburgh, 25 augustus 1969) is een Schotse golfprofessional. Zij speelt op de Amerikaanse Ladies PGA Tour (LPGA Tour) en is daarnaast lid van de Ladies European Tour (LET).

## Amateur
Na haar middelbare school ging zij naar de Universiteit van Stirling, een van de weinige Schotse universiteiten die een golfbeurs geeft. Zij is in 1992 afgestudeerd. Als amateur had Catriona Lambert een mooie staat van dienst:

### Gewonnen
- NK Strokeplay Girls 1986
- NK Strokeplay Jeugd 1988, 1989
- Schots amateurkampioenschap: 1991, 1993, 1994
- Brits amateurkampioenschap: 1993
- St Rule Trophy op St. Andrews: 2x

### Teams
- Curtis Cup: 1990, 1992, 1994

## Professional
In 1985 werd zij professional. In 1994 slaagde zij erin zich via de Tourschool te kwalificeren voor de LPGA Tour. 

### Gewonnen
Tien weken na de geboorte van haar tweede dochter en drie weken voordat ze veertig jaar werd, won zij haar eerste major: het Women's British Open.

##### LPGA Tour
- 2001: Cup Noodles Hawaiian Ladies Open
- 2004: Wendy's Championship for Children
- 2009: Women's British Open (telt ook voor de LET)

##### Ladies European Tour
- 1998: McDonald's WPGA Championship
- 2007: Scandinavian TPC hosted by Annika
- 2009: Women's British Open (telt ook voor de LPGA Tour)

##### Elders
- 1996: Australian Ladies Open (ALPG Tour)
- 2009: HSBC LPGA Brasil Cup 2009 (onofficieel evenement van de LPGA Tour)

### Teams
- Solheim Cup: 1998, 2003, 2005, 2011